# Василівка (Великомихайлівська селищна громада)
Васи́лівка — село в Україні, у Великомихайлівській селищній громаді Роздільнянського району Одеської області. Населення становить 177 осіб. Колишній орган місцевого самоврядування — Стоянівська сільська рада.
До 17 липня 2020 року було підпорядковане Великомихайлівському району, який був ліквідований.

## Населення
Згідно з переписом 1989 року населення села становило 219 осіб, з яких 94 чоловіки та 125 жінок.
За переписом населення 2001 року в селі мешкало 177 осіб.

### Мова
Розподіл населення за рідною мовою за даними перепису 2001 року:
| Мова       | Відсоток |
| ---------- | -------- |
| українська | 67,8 %   |
| молдовська | 30,51 %  |
| російська  | 1,13 %   |